# Aussenstelle Matzkau
Außenstelle Matzkau był najpierw podobozem obozu koncentracyjnego Stutthof, a następnie karnym obozem niemieckim w gdańskiej dzielnicy Maćkowy, do którego trafiali w latach 1939–1945 także SS-mani i policjanci, skazani m.in. za dezercję, „zhańbienie rasy” i homoseksualizm. W obozie przy dzisiejszej ul. Starogardzkiej często wykonywano wyroki śmierci.

## Historia powstania
Zanim zbudowano obóz, w miejscu tym miał powstać kompleks turystyczny. W tym celu Senat Wolnego Miasta Gdańska w maju 1939 roku odkupił od prywatnego właściciela zalesiony teren. Plany miasta pokrzyżowała jednak zbliżająca się wojna. W lipcu tego samego roku rozpoczęła się tam budowa koszar dla jednostki SS-Heimwehr Danzig.
W październiku do budowy „SS-Kaserne Danzig-Matzkau” skierowano pierwszych polskich więźniów z obozu koncentracyjnego w Sztutowie. Pracowało ich tam blisko 1500. Na budowie panowały bardzo ciężkie warunki: więźniowie spali na ziemi zarzuconej jedynie wilgotną słomą. Warunki sanitarne powodowały, że w obozie szybko rozprzestrzeniła się wszawica i rosła śmiertelność. Obóz był pilnie strzeżony, dlatego doszło do jednej tylko ucieczki (w grudniu 1939).
Obóz koszarowy „Danzig-Matzkau”, obliczony na 3000 żołnierzy, składał się z 45 baraków, z czego ponad połowę zajmowały budynki administracji, kantyna z kuchnią, lazaret, magazyny, warsztaty i zbrojownia. Jak na ówczesne warunki, w obozie był dość dobrze funkcjonujący węzeł sanitarny; ponadto istniały hala sportowa z basenem pływackim i strzelnica. Urządzono też parking dla 100 samochodów i stację benzynową. Jako koszary obiekt działał tylko do jesieni 1940 roku. Po likwidacji Danziger Heimwehr był na krótko obozem przejściowym dla niemieckich przesiedleńców z krajów bałtyckich.

## Obóz karny
We wrześniu 1941 roku postanowiono przenieść do Maćkowych obóz karny SS i policji (niem. SS- und Polizeigericht Strafvollzugslager). Do Gdańska trafiali więc członkowie formacji policyjnych i Waffen-SS (w dużej mierze narodowości łotewskiej, ukraińskiej i holenderskiej) skazani za przestępstwa pospolite, jak zabójstwa, kradzieże, homoseksualizm, ale także za dezercję, odmowę wykonywania rozkazów przełożonych, "pohańbienie rasy", defetyzm itp. W obozie przy Starogardzkiej wykonywano wyroki śmierci. Jednym ze skazanych na śmierć był członek załogi Stutthofu, Albert Wagner. Powieszono go za „dezercję, gwałt i oszustwa”. 
Pierwszych 347 skazanych przywieziono w styczniu 1942 roku. Do grudnia tegoż roku było ich już 1858. Personel obozu Danzig-Matzkau w połowie maja 1942 roku składał się z: komendanta obozu, 29 oficerów, 113 strażników z SS, oficera policji, 87 policjantów i 5 cywilów, w tym lekarza i dentysty. Pobudka osadzonych następowała o godzinie 5.00, a capstrzyk o 21.00. Dziesięć godzin było przeznaczonych na pracę poza obozem (m.in. w rzeźni miejskiej w Gdańsku), a dwie na ćwiczenia wojskowe.
Więźniowie przebywali w obozie od sześciu do dziewięciu miesięcy. Miesięcznie zwalniano około 500 skazanych, którzy mieli odbyć resztę kary na froncie wschodnim. Z tego obozu wywodziła się część specjalnej jednostki karnej SS-Dirlewanger, która słynęła z niezwykłego okrucieństwa, między innymi podczas tłumienia powstania warszawskiego. W początku 1945 około 200 więźniów skierowano do walki na froncie wschodnim.

## Likwidacja
Obóz ewakuowano w lutym 1945 roku. Większość więźniów trafiła pod Norymbergę lub do Mosbach i tam doczekała kapitulacji Niemiec. Po zajęciu Pomorza Gdańskiego przez Armię Czerwoną, hitlerowski obóz karny został przekształcony w tymczasowy obóz zbiorczy dla Niemców zatrzymanych przez NKWD, a w latach późniejszych zamieniono go w magazyny zaopatrzenia dla KBW i Milicji. W końcu roku 1978 tereny te przejęła Spółdzielnia Mleczarska „Maćkowy”.